# Sean Kenney
 (septembre 2015).
Si vous disposez d'ouvrages ou d'articles de référence ou si vous connaissez des sites web de qualité traitant du thème abordé ici, merci de compléter l'article en donnant les références utiles à sa vérifiabilité et en les liant à la section « Notes et références ».
Sean Kenney est un artiste américain reconnu par The Lego Group, né le 22 août 1976 et vivant à New York. Il est connu pour ses œuvres entièrement réalisées à partir de Lego.

## Biographie
Sean Kenney est né le 22 août 1976. Il a étudié l'informatique, les arts visuels et la philosophie à la Rutgers University.
Il a joué toute sa vie, depuis qu'il a 4 ans, avec des Lego : vers 27 ans, il en fait son métier. Il devient un artiste à plein temps, et est classé par The Lego Group comme étant un Lego Certified Professional, c'est-à-dire qu'il gagne de l'argent grâce à ses Lego sans être employé par The Lego Group, mais en recevant son soutien. Il possède aujourd'hui un million et demi d'éléments Lego. Il vit avec sa femme dans le quartier de Manhattan, à New York.

## Livres
Il est l'auteur de deux livres pour enfants : Cool Cars and Trucks, et Cool Robots. Ils présentent des idées de créations (voitures et camions dans Cool Cars and Trucks, robots dans Cool Robots) qui permettent aux enfants de créer leurs propres modèles.

## Œuvres
Sean Kenney a travaillé avec de nombreuses compagnies, dont Google, JP Morgan, Mazda… Mais il a aussi effectué de nombreuses œuvres pour des particuliers, telles des portraits en mosaïque ou en trois dimensions.

## Sources
- (en) Cet article est partiellement ou en totalité issu de l’article de Wikipédia en anglais intitulé « Sean Kenney (artist) » (voir la liste des auteurs).
- http://www.seankenney.com/
- (en) Meet Sean Kenney, sur le site Lego (consulté le 14 oct. 2011)